# Abortturism
Abortturism är en benämning på fenomenet att kvinnor reser till en annan delstat eller ett annat land för att göra abort. Fenomenet har skapats då olika regioner har olika abortlagar, allt från att abort inte är tillåtet till rätten till sen abort. Missnöjdhet med fostrets kön kan vara en anledning till abortturism. Även risken för social utfrysning i hemlandet kan bidra till beslutet att åka utomlands för att göra abort.

## Historisk abortturism
Abortturism har historiskt sett förekommit både till och från Sverige.

### Resor till Polen
I det då kommunistiska Polen införde man redan 1959 fri abort, något som svenska kvinnor utnyttjade under tidigt 60-tal.  Möjligheten att åka till Polen blev allmänt känd år 1964 på konferensen "Sex och samhälle" på Medborgarhuset i Stockholm, arrangerad av Liberala studentklubben, då en svensk kvinna öppet berättade om sin abort i Polen. Den unga kvinnan, Ingrid, var 23 år gammal och gravid i vecka 8 när hon ensam tog sig till en polsk by för att genomföra en abort hon inte hade beviljats i Sverige. Efter konferensen började författaren och journalisten Hans Nestius hjälpa kvinnor att resa till Polen och fick, genom Ingrid, kännedom om abortmetoden, som var skrapning med lokalbedövning. Nestius förmedlade enligt egen utsaga ungefär 1000 kvinnor till Polen, gratis. Den 13 februari 1965 uttalade sig Riksåklagare Karl Emanuel Walberg om Polenaffären, och det stod klart att man planerade att straffa kvinnorna som hade åkt till Polen, och Nestius kunde även han straffas för "medhjälp till fosterfördrivning". Polenaffären blev mycket uppmärksammad i media och väckte opinion, och en husrannsakan hemma hos Nestius dokumenterades av såväl tidningar som radio och teve. Efter påtryckningar från bland annat Sveriges socialdemokratiska ungdomsförbund, beslutade regeringen istället den 26 februari om åtalseftergift, utifrån att man ansåg att de inblandade hade agerat i god tro.

### Resor till Sverige
En kvinna som reste till Sverige för att genomföra en abort var den amerikanska programledaren Sherri Finkbine, som genomförde en abort på Karolinska sjukhuset i Stockholm 1962. Under sin femte graviditeten åt hon periodvis lugnande tabletter som innehöll talidomid, som genom Neurosedynskandalen bevisades ge fosterskador, vilket fick Finkbine att ansöka om abort i Arizona. Hennes ansökan beviljades först men efter stor uppmärksamhet från media fick hon avslag. På rekommendation av sina läkare beslutade hon att resa till antingen Japan eller Sverige, och på grund av den långa väntetiden för visum i Japan valde hon det sistnämnda. Den svenska abortlagen på denna tid tillät endast abort av medicinska, eugeniska, socialmedicinska eller humanitära skäl - inte om fostret är skadat. Men genom en rättspraxis kunde lagen tolkas utifrån Finkbines fall och hon kunde beviljas en laglig abort, då det på sjukhuset fastställdes att det fanns skador på fostrets båda armar. 1963 infördes en femte abortindikation, fosterskadeindikationen. Sherri Finkbine kritiserades för sin abort i USA och blev både av med sin anställning och mottog dödshot.

## Abortturism idag
Abortlagarna runt om i Europa har liberaliserats på 2000-talet, men då det finns länder som fortfarande har stränga abortlagar förekommer abortturism än idag. Innan man i Irland röstade igenom en ny abortlag år 2018 reste många kvinnor till Storbritannien för att genomföra en abort. Malta har fortfarande ett abortförbud utan undantag och även i Polen har man på nytt fått en striktare abortlag. I bland annat Italien möjliggör en samvetsklausul att gynekologer kan vägra abort med hänsyn till samvetsskäl. Det har rapporterats att 7 av 10 italienska gynekologer som en följd vägrar att utföra abort, vilket gör att tillgången till abort är snäv i praktiken. Storbritannien är det vanligaste resmålet för aborter och där har många polska, irländska och italienska kvinnor gjort aborter. 
En ändring i Sveriges abortlagstiftning som tog bort kravet på svenskt medborgarskap eller bosättning i Sverige trädde i kraft 1 januari 2008 och gjorde det därmed lagligt för utländska kvinnor att göra abort i Sverige. Aborten subventioneras inte av staten utan betalas av kvinnan själv eller av sjukförsäkringen i kvinnans hemland. Lagen har kritiserats från olika håll. Den före detta kristdemokratiska riksdagsledamoten Lennart Sacrédeus menade att den nya lagen riskerade att antalet sena aborter i Sverige skulle komma att öka.  I takt med Polens skärpning av abortlagen 2020 har bland annat Åsa Lindhagen (MP) och Cissi Wallin debatterat om att låta polska kvinnor få subventionerade aborter i Sverige.